# Stenringsavan
Stenringsavan är ett naturreservat i Lycksele kommun i Västerbottens län.
Området är naturskyddat sedan 1979 och är 10 hektar stort. Reservatet ligger vid nordöstra stranden av Vindelälven och består av en tidigare ava (grund sjö) som fungerat som slåtteräng.